# Nerodia paucimaculata
Nerodia paucimaculata је гмизавац из реда Squamata и фамилије Colubridae. 

## Угроженост
Ова врста је на нижем степену опасности од изумирања, и сматра се скоро угроженим таксоном.

## Распрострањење
Сједињене Америчке Државе су једино познато природно станиште врсте.

## Популациони тренд
Популација ове врсте је стабилна, судећи по доступним подацима.

## Станиште
Врста Nerodia paucimaculata има станиште на копну.